# Turbinicarpus pseudopectinatus
Turbinicarpus pseudopectinatus (Backeb.) Glass & R.C.Foster es una especie fanerógama perteneciente a la familia Cactaceae. 

## Distribución
Es endémica de Nuevo León y Tamaulipas en México. Su hábitat natural son los áridos desiertos.  Es una especie común en áreas localizadas.

## Descripción
Es una planta perenne, carnosa y globosa con tallos armados de espinas, de color verde y con flores de color blanco o rosado, con una línea color magenta centrada en cada pétalo. 
Presenta una raíz tuberosa, en ocasiones mayor que el propio tallo. 
Florece a principios de primavera. 

## Nombre común
- Español: biznaguita

## Sinonimia
- Pelecyphora pseudopectinata
- Mammillaria pseudopectinata
- Thelocactus pseudopectinatus
- Normanbokea pseudopectinata
- Neolloydia pseudopectinata
- Pediocactus pseudopectinatus
- Pelecyphora pulcherrima